# Decrianus
Decrianus (? - 130 n.Chr) was een Romeinse architect. Volgens de Historia Augusta was Decrianus betrokken bij het verplaatsen van de Colossus van Nero, zodat er ruimte vrijkwam voor de tempel van Venus en Roma die door keizer Hadrianus was ontworpen.